# Дом Главного горного начальника
Дом Главного горного начальника — памятник архитектуры федерального значения, находящийся в Екатеринбурге по адресу Набережная Рабочей Молодёжи, 3. Возведён в первой трети XIX века по проекту архитектора М. П. Малахова.

## Архитектура
Главный фасад двухэтажного дома, украшенного трёхъярусным портиком и мезонином, обращён к пруду. На высоте первого этажа проходит рустованная аркада по столбам; на уровне второго этажа портик представляет собой ионическую колоннаду. Мезонин украшен третьим ярусом портика — тонкими коринфскими колонками. Портик завершается треугольным фронтоном. Симметрично поставленные по обеим сторонам здания ворота создают целостную композицию.

## История
Так же, как и в случае с усадьбой Расторгуевых — Харитоновых, Малахов начинал не с пустого места. Он добавил к давно построенному особняку берг-инспектора Булгакова мезонин, портик и ворота, но благодаря его вмешательству заурядное здание превратилось в шедевр архитектуры.
Почти 20 лет с 1837 по 1856 год владельцем этого дома являлся генерал Владимир Андреевич Глинка. В резиденции Главного начальника останавливались будущий Император Александр II и его воспитатель — известный русский поэт В. А. Жуковский; проездом бывала в доме семья покойного декабриста В. К. Кюхельбекера; чиновником особых поручений при генерале В. А. Глинке служил декабрист Ф. Г. Вишневский.
Резиденция Главного начальника горных заводов здесь находилась до 1917 года. Некоторое время после революции в здании работали окружной и областной Советы рабочих депутатов.
Сейчас в здании на набережной располагается областная больница № 2.

## Галерея

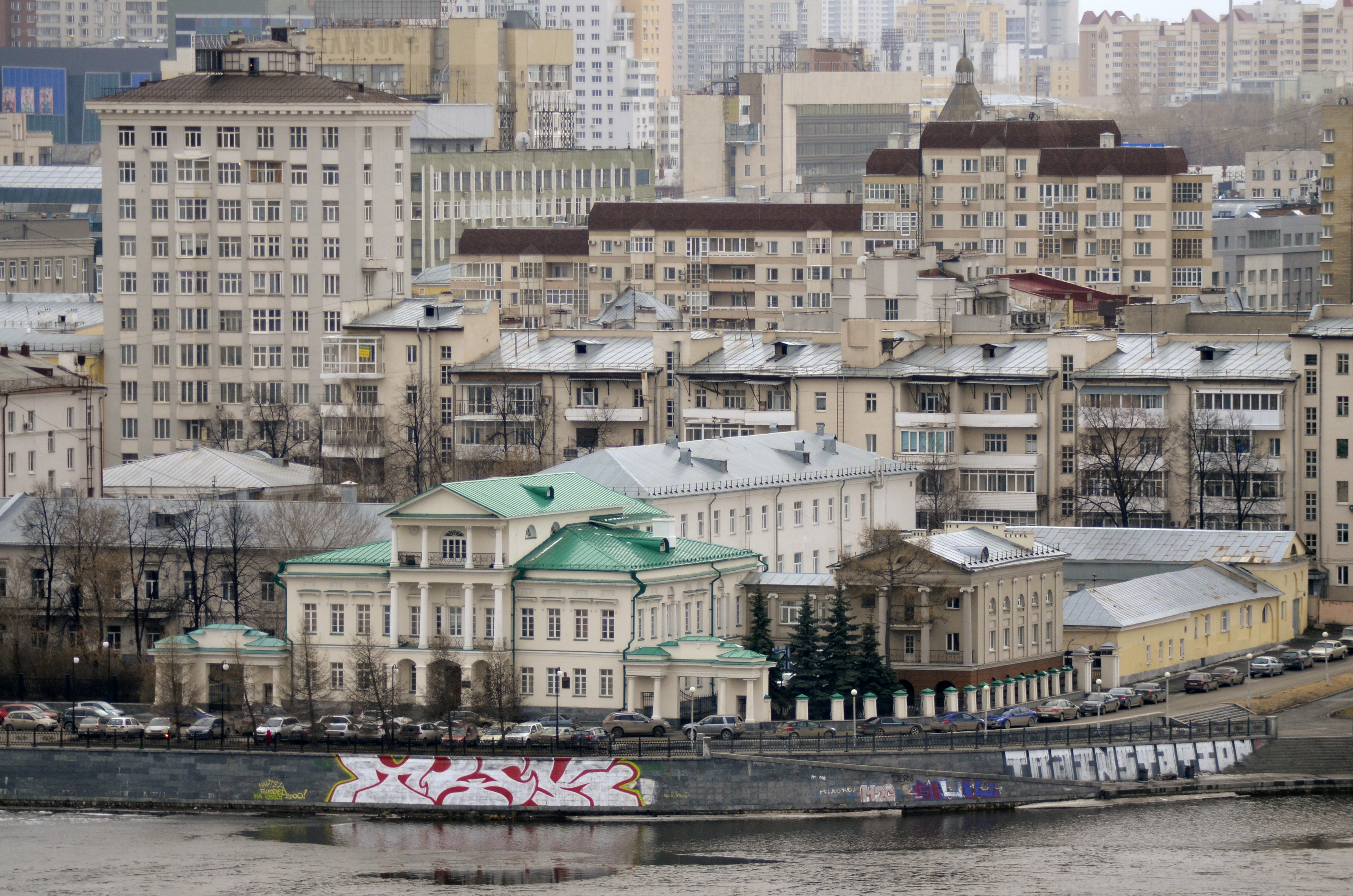
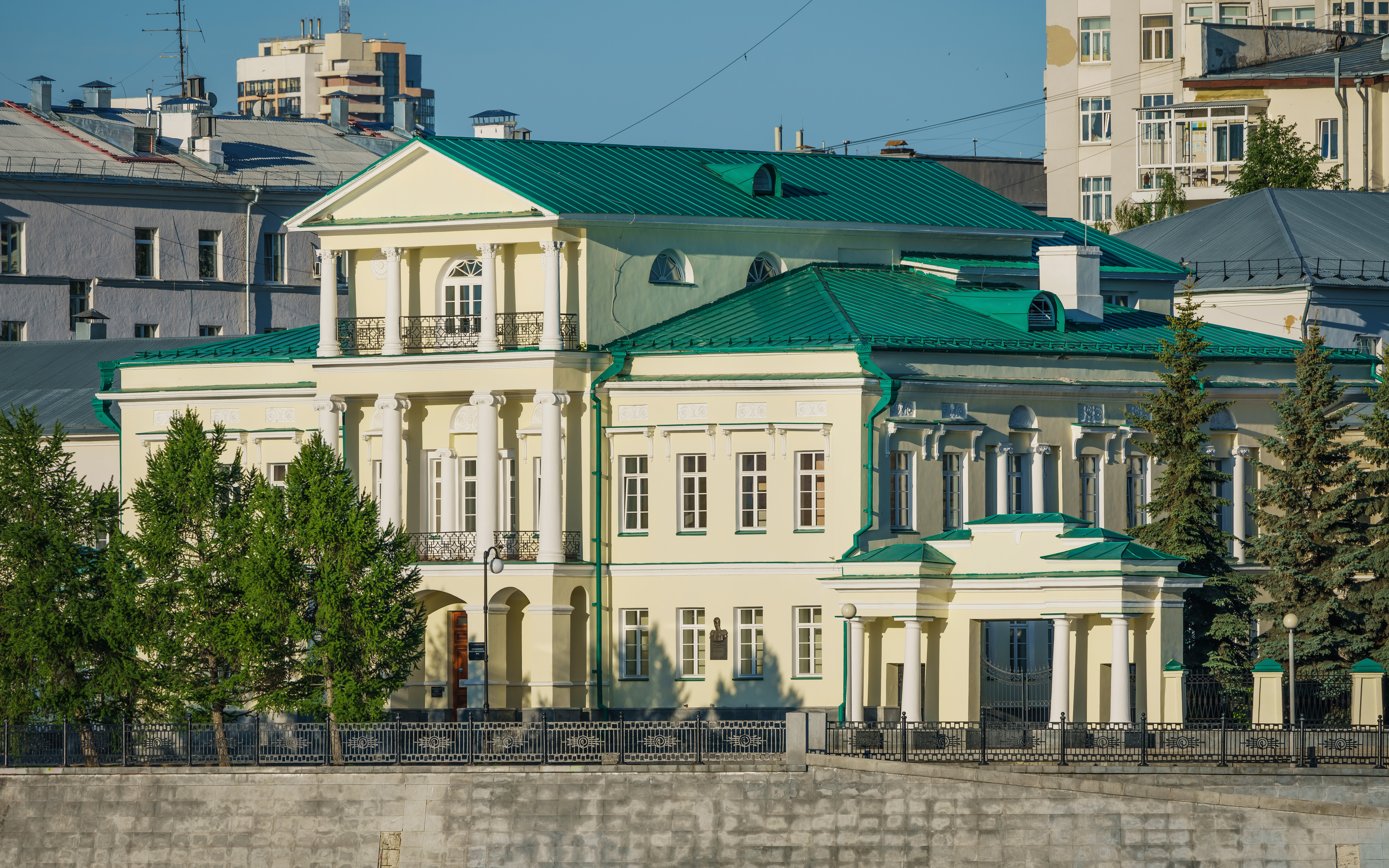
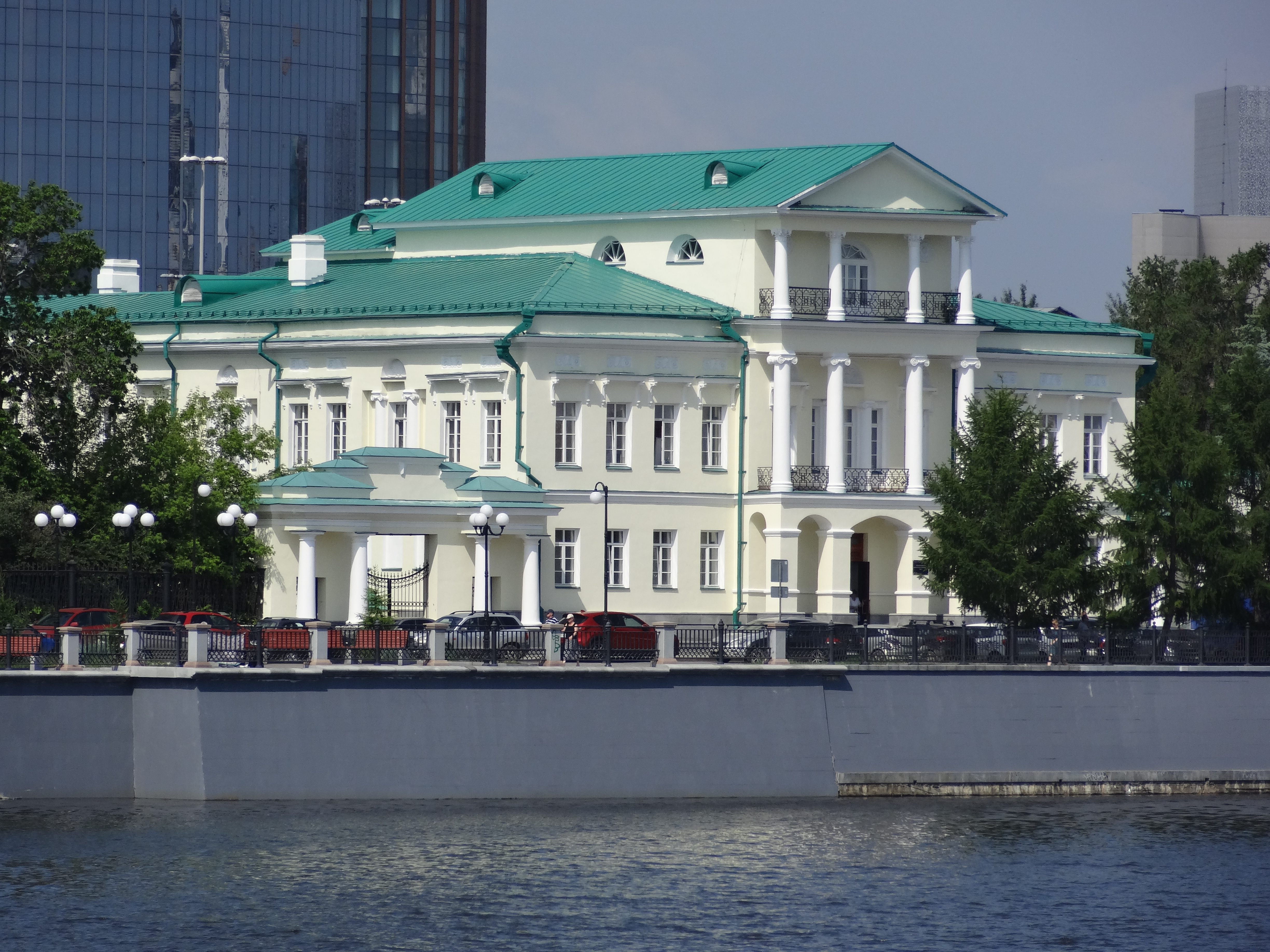
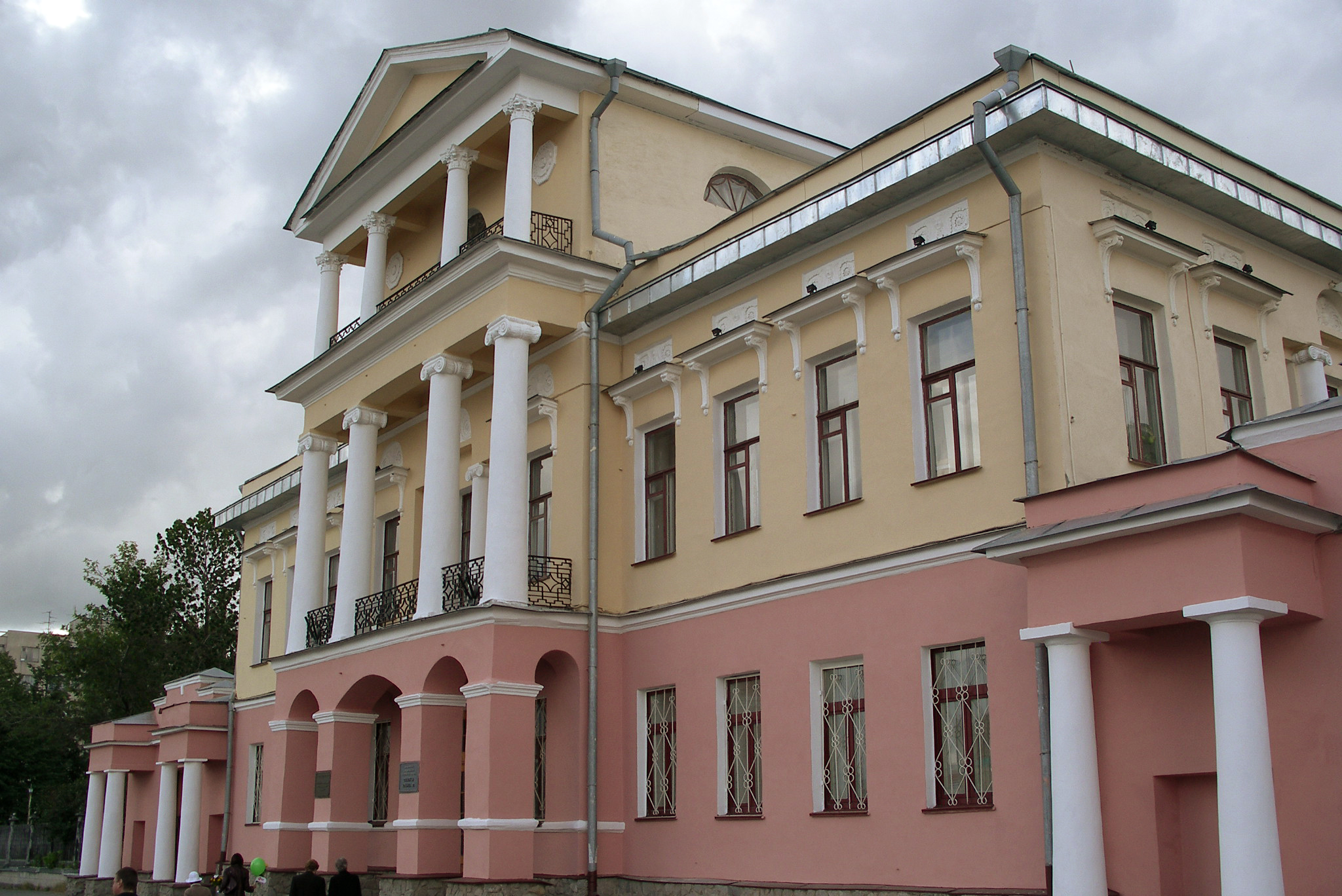
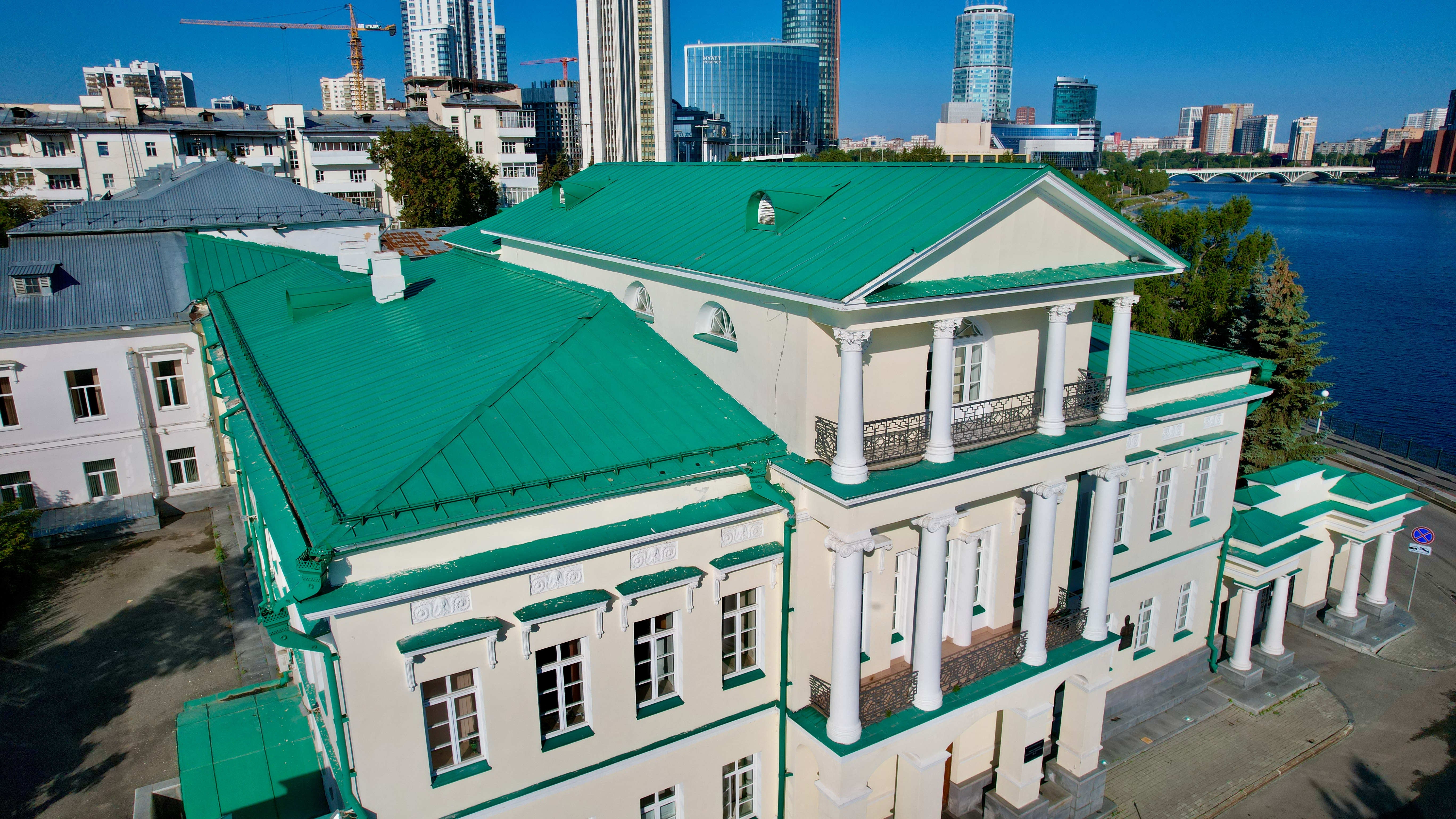